# 2022 AE1
2022 AE1とは、ツングースカ大爆発サイズの地球近傍小惑星で、2022年1月6日に地球から0.09天文単位 (13×106 km)離れていたときに発見された。2022年1月9日、3日間の観測弧で、2023年7月4日16:28（UTC）の仮想の衝突はトリノスケール1で評価された。名目上の接近は2023年7月1日01:13±1日である。2022年1月11日の欧州宇宙機関でのパレルモスケールの評価は-0.66と高く、影響の可能性はバックグラウンド危険レベルの約4.6分の1でピークに達した。NEODySは2022年1月12日にトリノスケール0に低下させた最初のリスクページで、続いて2022年1月13日にESAが続いたが、1月14日までに両方ともトリノスケール1に戻された。2022年1月14日、月は2022 AE1からわずか3度離れており、1月12日から1月19日まで2022 AE1の観測を遅らせた。2022年1月20日、16日間の観測弧で、JPL#11を使用して、セントリーリスクテーブルは2022 AE1をトリノスケール0に落とし、その日遅くにJPL#12によりリスクテーブルから削除された。
| 観測弧 （日数） | JPL Horizons 名目上の地心距離 （au） | 不確実性領域 （3シグマ） | 影響確率 （1in） | トリノスケール |
| --------------- | ------------------------------------ | ------------------------ | ---------------- | -------------- |
| 2.9             | 0.024天文単位 (3.6×106 km)           | ± 3800万km               | 2900             | 1              |
| 5.9             | 0.043天文単位 (6.4×106 km)           | ± 3100万km               | 1800             | 1              |
| 7.1             | 0.043天文単位 (6.4×106 km)           | ± 2200万km               | 1500             | 1              |
| 7.9             | 0.066天文単位 (9.9×106 km)           | ± 2000万km               | 2800             | 1              |
| 8.1             | 0.039天文単位 (5.8×106 km)           | ± 1200万km               | 1700             | 1              |
| 16.1            | 0.053天文単位 (7.9×106 km)           | ± 700万km                | 71000            | 0              |
| 16.1(JPL#12)    | 0.059天文単位 (8.8×106 km)           | ± 500万km                | 0                | 0              |
| 20              | 0.072天文単位 (10.8×106 km)          | ± 400万km                | 0                | 0              |

| 日付・時刻            | 接近する天体 | 名目上の距離 |
| --------------------- | ------------ | ------------ |
| 2023年7月1日01:13±1日 | 地球         | 9246404 km   |
| 2023年7月1日03:44     | 月           | 9463958 km   |